# St. Laurentius (Sprendlingen)
Die römisch-katholische Pfarrkirche Sankt Laurentius in Dreieich-Sprendlingen ist ein unter Denkmalschutz stehendes Kirchengebäude im südhessischen Landkreis Offenbach. Die im Stil der Moderne errichtete Pfarrkirche war der erste katholische Kirchenneubau im Ort seit der Reformation. Die Pfarrgemeinde gehört zum Pastoralraum Dreieich-Neu-Isenburg der Region Mainlinie im Bistum Mainz.

## Geschichte
Mit der Industrialisierung zogen Ende des 19. Jahrhunderts auch katholische Arbeiter in das protestantische Sprendlingen. Da noch keine Kirchenräume zur Verfügung standen, hielten sie ab 1912 ihre Messen zunächst in einem Saal der nahe gelegenen Schillerschule und ein Jahr später in einem leerstehenden Wirtshaus in der Eisenbahnstraße ab. Im Nordwesten der Stadt konnte die Pfarrgemeinde in der Nähe des Bahnhofs an der heutigen Eisenbahnstraße 57 ein Grundstück erwerben und 1933 mit dem Bau der Kirche beginnen.
Errichtet wurde die Kirche nach den Plänen des Darmstädter Architekten Josef Leibl, zu dessen Frühwerken der Bau zählt und der später in Sprendlingen auch die Kirche St. Stephan entwarf. Durch den Tod des Mainzer Bischofs Ludwig Maria Hugo konnte die Einweihung der Kirche erst mit einjähriger Verspätung am 17. November 1935 erfolgen. Während des Zweiten Weltkrieges wurde das Dach der Kirche durch Luftminen beschädigt. Ein Teil des Innenraumes wurde in der zweiten Kriegshälfte als Möbellager für Ausgebombte genutzt.
Nach dem Krieg wurden die Schäden am Dach schnell repariert, in den 1960er Jahren erhielt der Glockenturm einen neuen Glockenstuhl, neue Glocken und an der Ostfassade eine neue Uhr. In den 1970er Jahren wurde der Innenraum umgestaltet und die steinerne Kommunionbank sowie der Hochaltar entfernt. Ergänzt wird das Gebäudeensemble durch das im gleichen Stil errichtete Pfarrhaus auf der Nordseite der Kirche. Anfang der 1970er erfolgte westlich des Kirchenschiffs der Bau eines von der Straße zurückgesetztes Pfarr- und Jugendheimes.

## Baubeschreibung

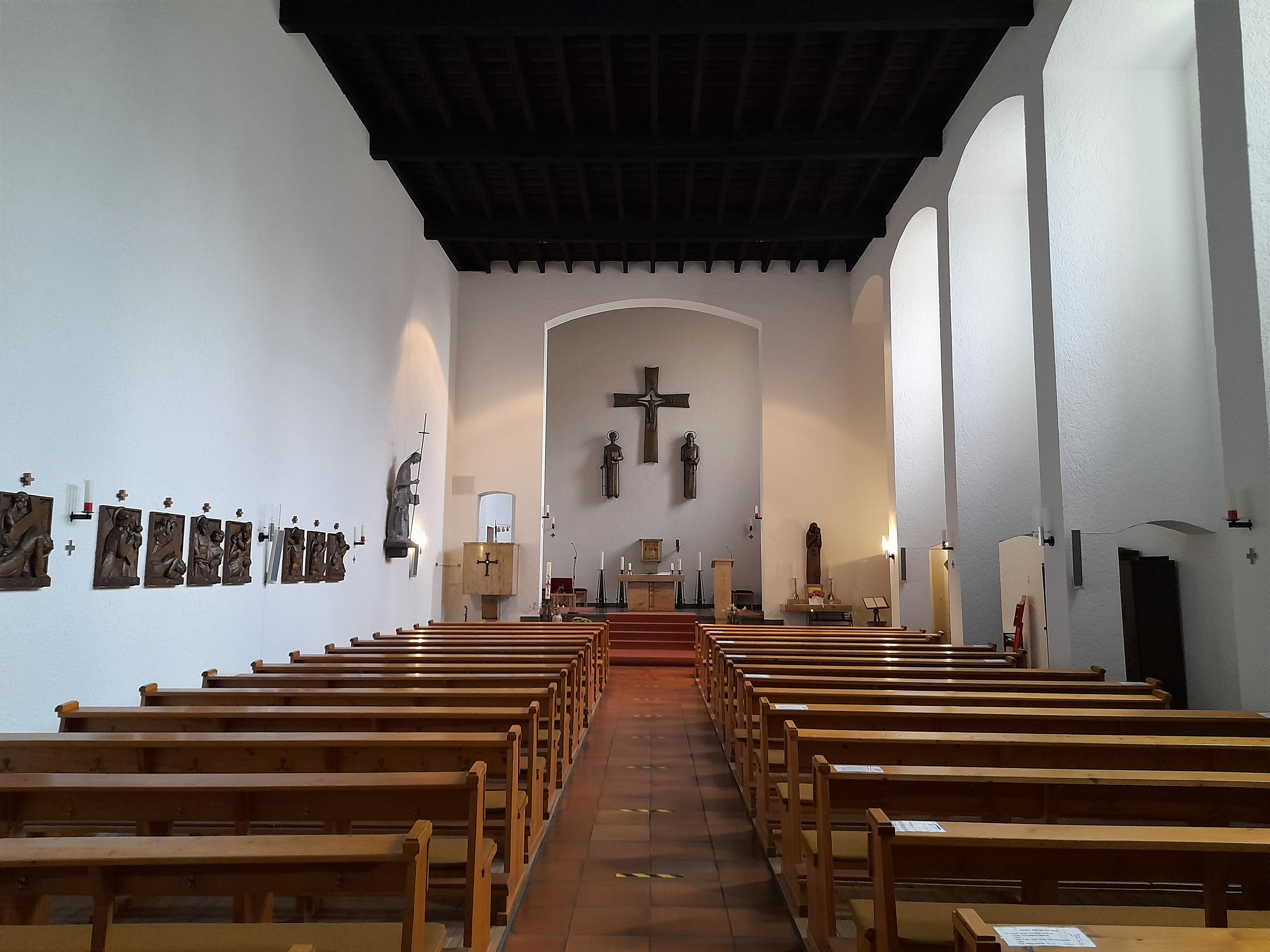
Innenraum der Kirche

Die Kirche liegt in einem Wohngebiet an einer Straßenkreuzung und ist um mehrere Meter von der Straße zurückgesetzt. Das Kirchengebäude ist längsrechteckig, mit einem ziegelgedeckten Satteldach versehen und die Fassaden mit Natursteinen verblendet. Der in das Gebäude integrierte, gedrungene Chorturm erstreckt sich über die gesamte Breite des Kirchengebäudes, die Glocken sind von außen offen sichtbar. An der Südseite des Kirchenschiffes sind zur Straßenseite fünf schmale Rundbogenfenster eingelassen, im Turm eine Rundbogenöffnung. An allen anderen Gebäudeseiten befinden sich keine Fenster, sondern wandhohe Strebepfeiler.
Der Architekt Josef Leibl hat in dem Kirchenbau eine Synthese gefunden zwischen dem Wunsch der Pfarrgemeinde nach einer vertraut anmutenden Kirche, dem damaligen Zeitgeschmack eines traditionell wirkenden Gebäudes und den klaren Strukturen der klassischen Moderne.
Der Innenraum wird vom Hauptschiff dominiert, das durch einen breiten, auf den Altarraum zustrebenden Mittelgang in zwei Bankblöcke gegliedert wird. Auf der Südseite befindet sich an der Fensterseite des Raumes ein schmales Seitenschiff. Die Wände des Innenraumes sind weiß gehalten und von einer dunklen Holzbalkendecke überfangen.

## Ausstattung

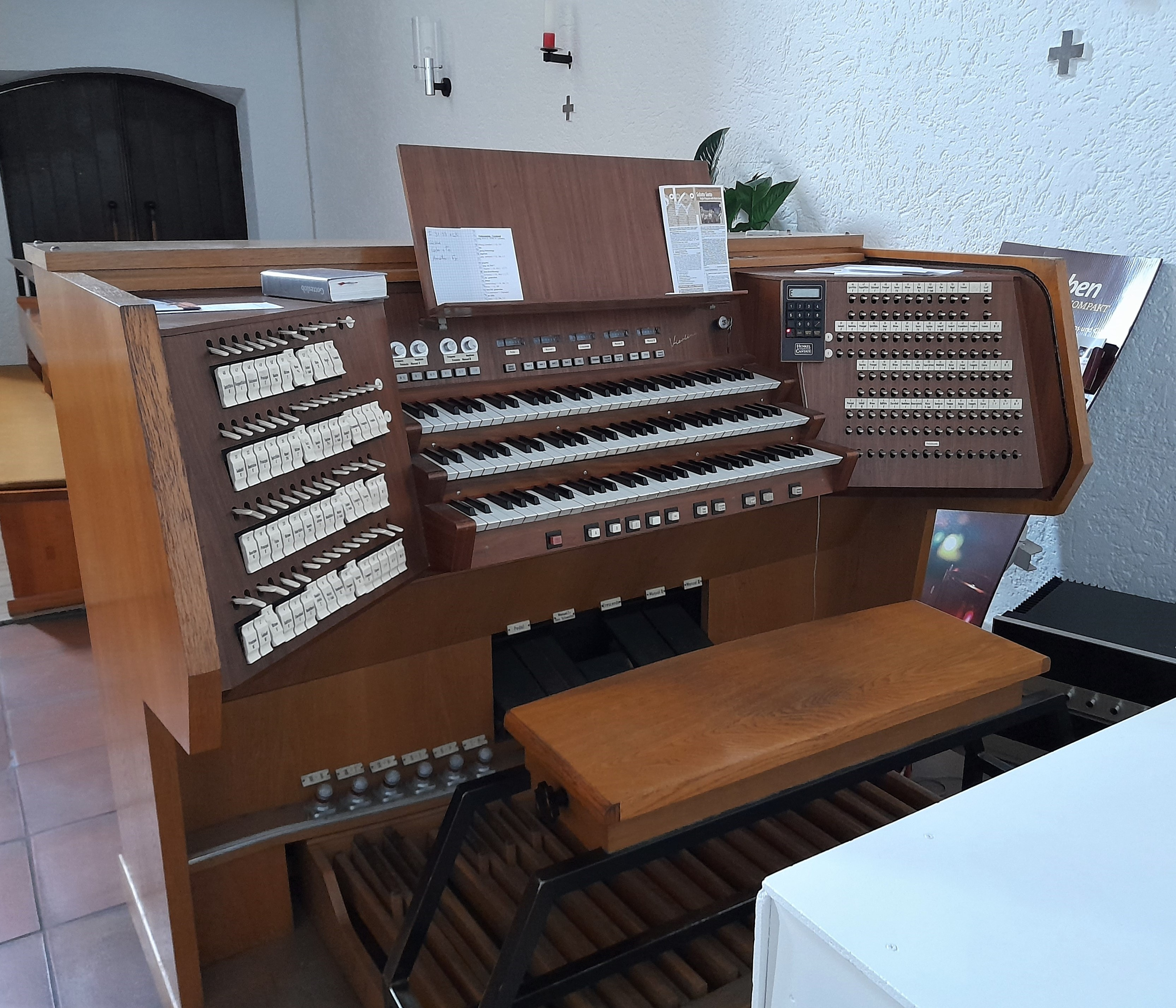
Die elektronische Orgel aus St. Bonifatius (Frankfurt)

### Glocken
Die Kirche wurde mit drei Glocken ausgestattet, die in Westfalen gegossen worden waren und in der Karwoche 1935 montiert wurden. Das Geläut bestand aus der 16 Zentner schweren Marienglocke, der neun Zentner schweren Josefsglocke und der 6 Zentner schweren Theresienglocke. Im Zweiten Weltkrieg wurden die beiden großen Glocken zur Rüstungsproduktion eingeschmolzen und erst 1967 durch zwei neue Glocken ersetzt.

### Orgel
Die Kirche beherbergte anfangs eine gebraucht gekaufte Orgel, die am ersten Advent 1934 eingeweiht wurde. Sie stammte ursprünglich von der Firma Förster aus Lich und stand zuvor im Handwerkerhaus Frankfurt. 1995 wurde sie durch eine elektronische Orgel ersetzt, die die Frankfurter Bonifatius-Kirche gespendet hatte.